# Tournoi de clôture du championnat du Honduras de football 2007
Navigation
Saison précédente Saison suivante
Le Tournoi Clausura 2007 est le dix-neuvième tournoi saisonnier disputé au Honduras.
C'est cependant la 50e fois que le titre de champion du Honduras est remis en jeu.
Lors de ce tournoi, le CD Motagua a tenté de conserver son titre de champion du Honduras face aux neuf meilleurs clubs honduriens.
Chacun des dix clubs participant était confronté deux fois aux neuf autres équipes. Puis les quatre meilleures se sont affrontées lors d'une phase finale à la fin du tournoi.
Seulement deux places étaient qualificatives pour la dernière édition de la Copa Interclubes UNCAF.

## Les 10 clubs participants
| \| Hispano FC Broncos UNAH CD Marathon Real España CD Motagua CD Olimpia CD Motagua CD Olimpia Atlético Olanchano CD Platense CD Marathon Real España CD Victoria CD Vida CD Victoria CD Vida \| Localisation des clubs. |
| Hispano FC Broncos UNAH CD Marathon Real España CD Motagua CD Olimpia CD Motagua CD Olimpia Atlético Olanchano CD Platense CD Marathon Real España CD Victoria CD Vida CD Victoria CD Vida                               |

| Club                    | Stade                        | Capacité | Ville          |
| Hispano FC (en)         | Stade Carlos Miranda         | 10 000   | Comayagua      |
| Broncos UNAH            | Stade Fausto Flores Lagos    | 5 000    | Choluteca      |
| CD Marathon             | Stade Yankel Rosenthal       | 15 000   | San Pedro Sula |
| CD Motagua              | Stade Tiburcio Carias Andino | 35 000   | Tegucigalpa    |
| CD Olimpia              | Stade Tiburcio Carias Andino | 35 000   | Tegucigalpa    |
| Atlético Olanchano (en) | Stade Rubén Guifarro         | 5 000    | Catacamas      |
| CD Platense             | Stade Excelsior              | 10 000   | Puerto Cortés  |
| Real España             | Stade Francisco Morazán      | 20 000   | San Pedro Sula |
| CD Victoria             | Stade Nilmo Edwards          | 25 000   | La Ceiba       |
| CD Vida                 | Stade Nilmo Edwards          | 25 000   | La Ceiba       |

## Compétition
Le tournoi Clausura s'est déroulé de la même façon que les tournois saisonniers précédents, en deux phases :
- La phase de qualification : les dix-huit journées de championnat.
- La phase finale : les matchs aller-retour allant des demi-finales à la finale.

### Phase de qualification
Lors de la phase de qualification les dix équipes affrontent à deux reprises les neuf autres équipes selon un calendrier tiré aléatoirement.
Les quatre meilleures équipes sont qualifiées pour les demi-finales.
Le classement est établi sur le barème de points classique (victoire à 3 points, match nul à 1, défaite à 0).
Le départage final se fait selon les critères suivants :
- Le nombre de points.
- La différence de buts générale.
- La différence de buts particulière.
- Le nombre de buts marqué.

### Classement
| Rang | Équipe                      | Pts | J  | G  | N | P  | Bp | Bc | Diff |
| ---- | --------------------------- | --- | -- | -- | - | -- | -- | -- | ---- |
| 1    | Real España                 | 37  | 18 | 11 | 4 | 3  | 27 | 10 | +17  |
| 2    | CD Marathon                 | 36  | 18 | 11 | 3 | 4  | 32 | 16 | +16  |
| 3    | CD Olimpia                  | 36  | 18 | 11 | 3 | 4  | 26 | 12 | +14  |
| 4    | CD Motagua (T)              | 31  | 18 | 10 | 1 | 7  | 31 | 26 | +5   |
| 5    | Hispano FC (en)             | 23  | 18 | 6  | 5 | 7  | 21 | 19 | +2   |
| 6    | CD Platense                 | 23  | 17 | 7  | 2 | 8  | 17 | 22 | -5   |
| 7    | CD Vida                     | 22  | 18 | 6  | 4 | 8  | 21 | 23 | -2   |
| 8    | Atlético Olanchano (en) (P) | 18  | 17 | 5  | 3 | 9  | 16 | 23 | -7   |
| 9    | CD Victoria                 | 14  | 17 | 3  | 5 | 9  | 14 | 22 | -8   |
| 10   | Broncos UNAH                | 6   | 17 | 0  | 6 | 11 | 7  | 39 | -32  |

| Légende : Qualifications et relégations | Légende : Qualifications et relégations                  |
| --------------------------------------- | -------------------------------------------------------- |
|                                         | Qualifié pour les demi-finales                           |
|                                         | (T) : Tenant du titre (P) : Promu de la saison 2005-2006 |

#### Matchs
| Résultats (▼dom., ►ext.)                                   | Bro | His | Mar | Mot | Ola | Oli | Pla | Esp | Vic | Vid |
| Broncos UNAH                                               |     | 0-0 | 1-3 | 1-4 | 0-0 | 0-3 | 0-0 | 0-2 | 0-0 | 0-0 |
| Hispano FC (en)                                            | 5-1 |     | 1-1 | 3-1 | 2-0 | 1-1 | 0-1 | 3-1 | 2-1 | 1-1 |
| CD Marathon                                                | 3-1 | 2-0 |     | 0-1 | 2-0 | 2-0 | 2-0 | 1-1 | 4-2 | 3-0 |
| CD Motagua                                                 | 1-0 | 0-1 | 3-4 |     | 5-1 | 0-4 | 2-2 | 0-1 | 1-0 | 3-2 |
| Atlético Olanchano (en)                                    | 5-2 | 2-0 | 1-0 | 1-2 |     | 0-2 | 2-1 | 0-0 | 2-0 | 1-3 |
| CD Olimpia                                                 | 4-0 | 1-1 | 0-1 | 1-2 | 1-0 |     | 2-1 | 0-2 | 2-1 | 2-1 |
| CD Platense                                                |     | 2-0 | 3-2 | 0-3 | 2-1 | 0-1 |     | 1-0 | 2-1 | 1-2 |
| Real España                                                | 5-0 | 1-0 | 1-0 | 2-1 | 1-0 | 0-1 | 3-0 |     | 2-0 | 2-2 |
| CD Victoria                                                | 1-1 | 2-1 | 0-0 | 2-0 |     | 0-0 | 0-1 | 1-1 |     | 2-1 |
| CD Vida                                                    | 3-0 | 1-0 | 1-2 | 1-2 | 0-0 | 0-1 | 1-0 | 0-2 | 2-1 |     |
| - Victoire à domicile - Match nul - Victoire à l'extérieur |     |     |     |     |     |     |     |     |     |     |

#### Classement cumulatif
| Rang | Équipe                      | Pts | J  | G  | N  | P  | Bp | Bc | Diff |
| ---- | --------------------------- | --- | -- | -- | -- | -- | -- | -- | ---- |
| 1    | CD Olimpia                  | 71  | 36 | 21 | 8  | 7  | 52 | 26 | +26  |
| 2    | CD Marathon                 | 66  | 36 | 19 | 9  | 8  | 62 | 36 | +26  |
| 3    | CD Motagua (C)              | 62  | 36 | 19 | 5  | 12 | 58 | 48 | +10  |
| 4    | Real España (C)             | 58  | 36 | 16 | 10 | 10 | 45 | 30 | +15  |
| 5    | Hispano FC (en)             | 53  | 36 | 13 | 14 | 9  | 46 | 33 | +13  |
| 6    | CD Platense                 | 52  | 35 | 14 | 10 | 11 | 49 | 51 | -2   |
| 7    | Atlético Olanchano (en) (P) | 41  | 35 | 11 | 8  | 16 | 40 | 48 | -8   |
| 8    | CD Victoria                 | 33  | 35 | 8  | 9  | 18 | 35 | 50 | -15  |
| 9    | CD Vida                     | 33  | 36 | 9  | 6  | 21 | 38 | 62 | -24  |
| 10   | Broncos UNAH                | 20  | 35 | 3  | 11 | 21 | 24 | 65 | -41  |

| Légende : Qualifications et relégations | Légende : Qualifications et relégations                                                |
| --------------------------------------- | -------------------------------------------------------------------------------------- |
|                                         | Copa Interclubes UNCAF 2007 (en) (1er Tour)                                            |
|                                         | Relégué en Liga Nacional de Ascenso                                                    |
|                                         | (C) : Vainqueur d'un des deux tournois de la saison (P) : Promu de la saison 2005-2006 |

### La Phase Finale
Les quatre équipes qualifiées sont réparties dans le tableau final d'après leur classement général, le deuxième affrontant le troisième et le premier affrontant le quatrième lors des demi-finales.
En cas d'égalité sur la somme des deux matchs des prolongations puis une séance de tirs au but ont éventuellement lieu.

#### Tableau
|  |             |            |             |            |             |     |   |        |        |        |        |        |
|  | 1/2 finale  | 1/2 finale | 1/2 finale  | 1/2 finale | 1/2 finale  |     |   | Finale | Finale | Finale | Finale | Finale |
|  |             |            |             |            |             |     |   |        |        |        |        |        |
|  |             |            |             |            |             |     |   |        |        |        |        |        |
|  | Real España | (1)        | 3           | 1          |             |     |   |        |        |        |        |        |
|  | Real España | (1)        | 3           | 1          |             |     |   |        |        |        |        |        |
|  | CD Motagua  | (4)        | 1           | 0          |             |     |   |        |        |        |        |        |
|  | CD Motagua  | (4)        | 1           | 0          | Real España | (1) | 1 | 3      |        |        |        |        |
|  |             |            |             |            |             | (1) | 1 | 3      |        |        |        |        |
|  |             |            | CD Marathon | (2)        | 2           | 1   |   |        |        |        |        |        |
|  | CD Marathon | (2)        | CD Marathon | (2)        | 2           | 1   | 0 | 2      | 0(3)   |        |        |        |
|  | CD Marathon | (2)        |             |            |             |     | 0 | 2      | 0(3)   |        |        |        |
|  | CD Olimpia  | (3)        | 2           | 0          | 0(0)        |     |   |        |        |        |        |        |
|  | CD Olimpia  | (3)        | 2           | 0          | 0(0)        |     |   |        |        |        |        |        |

#### Demi-finales
| Club        | Aller | Retour | Club       | Commentaire       |
| Real España | 3-1   | 1-0    | CD Motagua |                   |
| CD Marathon | 0-2   | 2-0    | CD Olimpia | Tirs au but : 3-0 |

#### Finale
| Match aller | CD Marathon                            | 2:1   | Real España      | Stade Yankel Rosenthal                         |                                                |
| 13 mai 2007 | Steven Bryce 41e · Marcelo Segales 62e | (1:1) | Carlos Pavón 18e | Spectateurs : 16 809 Arbitrage : Mario Moncada | Spectateurs : 16 809 Arbitrage : Mario Moncada |

| Match retour | Real España                                                 | 3:1   | CD Marathon       | Stade Francisco Morazán    |                            |
| 19 mai 2007  | Carlos Pavón 48e · Milton Núñez 78e · Everaldo Ferreira 83e | (0:0) | Emil Martínez 74e | Arbitrage : Benigno Pineda | Arbitrage : Benigno Pineda |

## Bilan du tournoi
| Tableau d'Honneur     |             |
| Compétition           | Vainqueur   |
| Tournoi Clausura 2007 | Real España |

| Qualifications continentales 2007-2008 |                                   |
| Copa Interclubes UNCAF                 | Qualifiés                         |
| Premier tour (en)                      | Real España CD Olimpia CD Motagua |

| Promotions et relégations           |                |
| Relégué en Liga Nacional de Ascenso | Broncos UNAH   |
| Promu de Liga Nacional de Ascenso   | Deportes Savio |

## Statistiques

### Buteurs
| Rang | Nom                     | Équipe      | Buts |
| 1    | Carlos Pavón            | Real España | 15   |
| 2    | Carlos Oliva            | CD Marathon | 9    |
| 3    | Erick Scott             | CD Marathon | 6    |
| 3    | Steven Bryce            | CD Marathon | 6    |
| 3    | Wílmer Velásquez        | CD Olimpia  | 6    |
| 3    | Pedro Aparecido Santana | CD Motagua  | 6    |
| 3    | Wilson Palacios         | CD Olimpia  | 6    |